# The Landing
The Landing är det tyska power metal-bandet Iron Saviors sjunde album. Det släpptes 2011 av skivbolaget AFM Records och var bandets första skiva på bolaget. Skivan utkom även i Japan och 2021 i en remastrad utgåva.
Inför detta album hade Yenz Leonhardt lämnat bandet och den tidigare basisten Jan-Sören Eckert återvänt.

## Låtlista
1. "Descending" (instrumental) – 1:05
2. "The Savior" – 4:48
3. "Starlight" – 4:51
4. "March of Doom" – 4:43
5. "Heavy Metal Never Dies" – 4:14
6. "Moment in Time" – 5:07
7. "Hall of the Heroes" – 5:39
8. "R.U. Ready?" – 4:49
9. "Faster than All" – 5:03
10. "Before the Pain" – 4:34
11. "No Guts, No Glory" – 4:31

Bonusspår på japanska och remastrade utgåvorna
1. "Coming Home (Re-Recorded 2011)" – 5:04
2. "Atlantis Falling (Re-Recorded 2011)" – 4:35
3. "Underneath the Radar" (Underworld-cover) – 4:32

## Medverkande
Musiker
- Piet Sielck – sång, gitarr
- Joachim "Piesel" Küstner – gitarr, sång
- Jan-Sören Eckert - elbas, sång
- Thomas Nack – trummor

Produktion
- Piet Sielck – producent, mixning, mastering
- Jan Rubach – trumtekniker
- Annabell Ganske – fotografi
- Felipe Machado Franco – omslagskonst, design